# Hans von Schubert

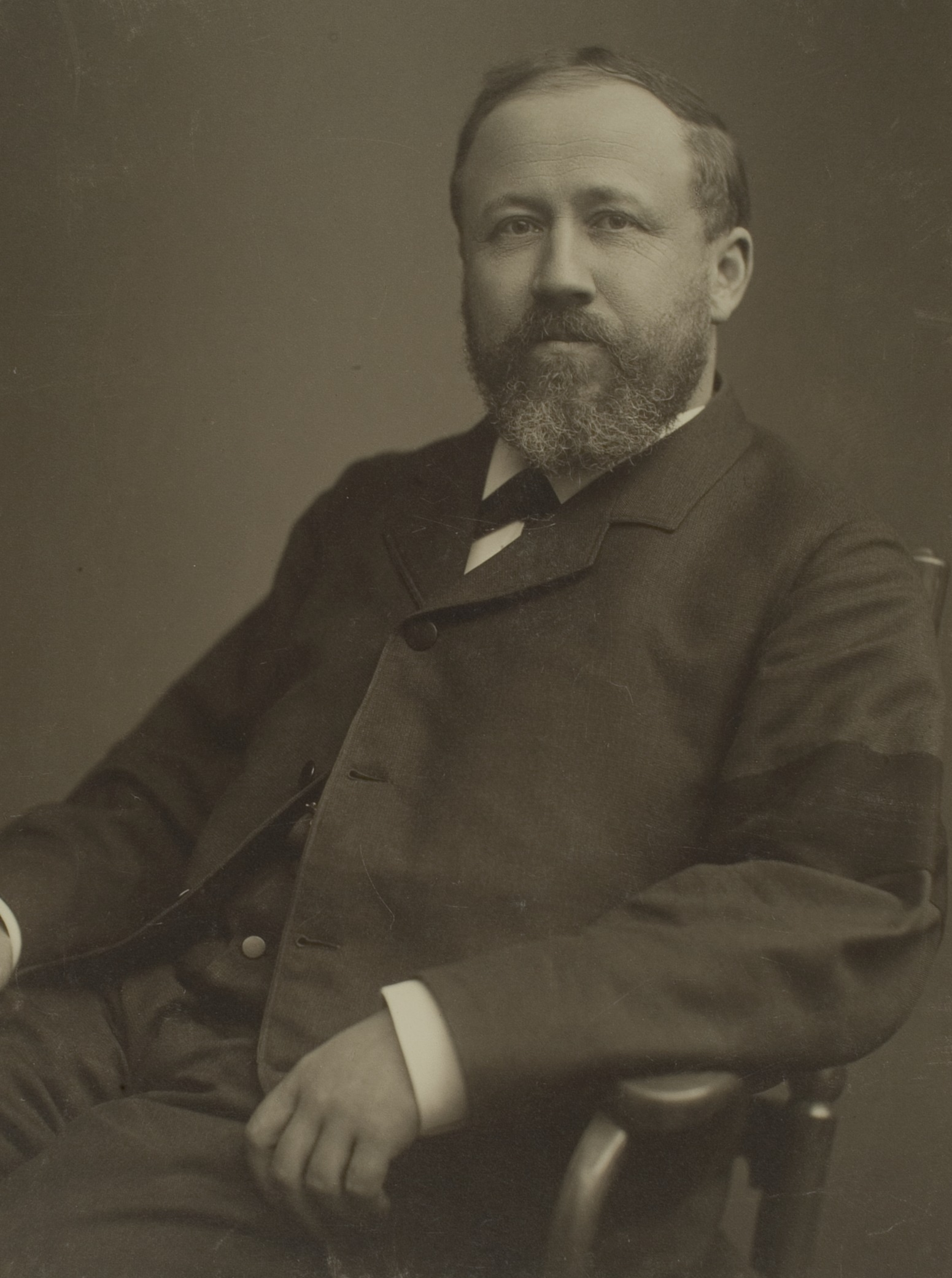
Hans von Schubert

Hans Georg Wilhelm von Schubert (* 12. Dezember 1859 in Dresden; † 6. Mai 1931 in Heidelberg) war ein deutscher evangelischer Theologe und Historiker.

## Leben
Hans von Schubert stammte aus einer alten sächsischen Beamtenfamilie. Sein Vater war der sächsische Generalleutnant Gustav von Schubert (1824–1907). Seine Mutter Mathilde Barth kam aus Hamburg. Durch seine Mutter war er ein Neffe des Afrikareisenden Heinrich Barth und väterlicherseits lassen sich die Spuren seiner Abstammung bis auf den Nürnberger Ratsschreiber und Reformator Lazarus Spengler zurückführen.
Nachdem Schubert am Vitzthum-Gymnasium Dresden seine Hochschulreife erlangt hatte, absolvierte er anfänglich ein Studium der Geschichte und Literaturgeschichte an den Universitäten Leipzig, Bonn, Straßburg und Zürich. Bald aber wechselte er zu einem Studium der Theologie, wozu er die Universität Tübingen und die Universität Halle-Wittenberg besuchte. 1884 promovierte er zum Doktor der Geschichtswissenschaften an der Universität Straßburg und war 1887 am Rauhen Haus in Hamburg als Lehrer angestellt.
1891 wurde Schubert außerordentlicher Professor der Theologie mit dem Schwerpunkt Kirchengeschichte an der Universität Straßburg und erhielt 1892 dort die theologische Ehrendoktorwürde. Er ging im selben Jahr als ordentlicher Professor der Theologie an die Universität Kiel, wurde 1897 Konsistorialrat und Mitglied des Konsistoriums Kiel der Landeskirche Schleswig-Holstein und wechselte 1906 als ordentlicher Professor der Theologie an die Universität Heidelberg. Dort wurde er Sekretär der Heidelberger Akademie der Wissenschaften, war ordentliches Mitglied der badischen historischen Kommission und übernahm 1919 den Vorsitz des Vereins für Reformationsgeschichte. 1917 erhielt er von der Universität Leipzig den Ehrendoktortitel.

## Familie
Aus seiner am 24. Mai 1887 geschlossenen Ehe mit Bertha (1860–1946), der Tochter des aus Hagen in Westfalen stammenden Wilhelm Köppern, sind ein Sohn und fünf Töchter bekannt. Von den Kindern weiß man:
- Gertrud von Schubert (* 1888)
- Margarethe von Schubert (1892–1979)
- Hans Hellmuth von Schubert (1894–1918)
- Else von Schubert (* 1895)
- Irmgard von Schubert (* 1896)
- Erika Dinkler-von Schubert (1904–2002), Ehefrau des Heidelberger evangelischen Theologen Erich Dinkler (1909–1981)

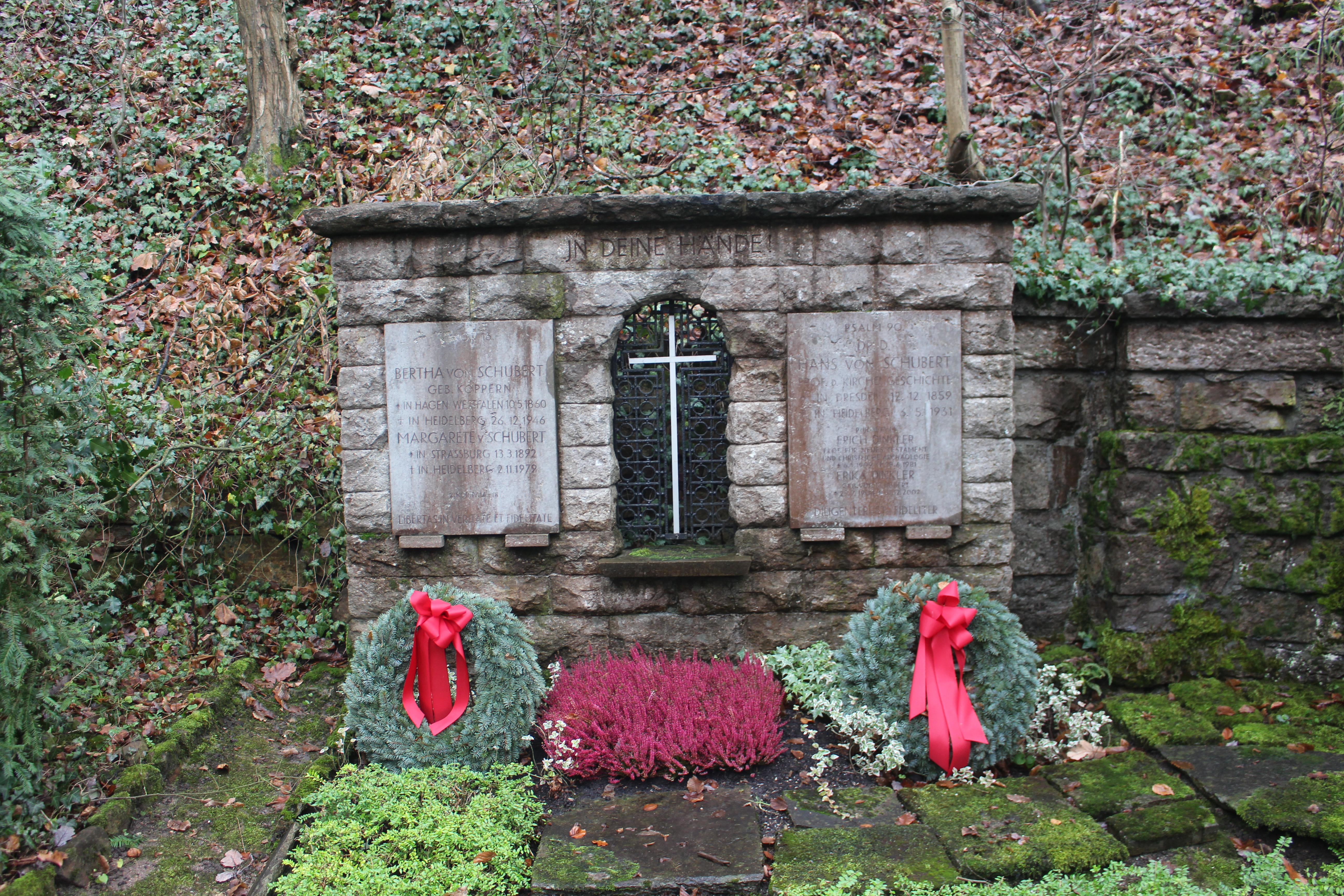
Grab von Hans von Schubert und Familie, Bergfriedhof Heidelberg

## Werke (Auswahl)
- Unterwerfung der Alemannen unter die Franken. 1884
- Roms Kampf um die Weltherrschaft. 1888
- Die evangelische Trauung, ihre geschichtliche Entwicklung und gegenwärtige Bedeutung. 1890
- Petrus Evangelium (mit synoptischen Tabellen). 1893
- Entstehung der Schleswig holsteinischen Landeskirche. 1895
- Siebenbürgen. 1900
- Aussichten und Aufgabe der evangelischen Mission. 1900
- Ansgar und die Anfänge der Schleswig holsteinischen Kirchengeschichte. 1901
- Lehrbuch der Kirchengeschichte I. 1902 (Neubearbeitung von Nicolaus Müller)
- Die heutige Auffassung und Behandlung der Kirchengeschichte. 1902
- Praedestinatus. 1903
- Grundlagen der Kirchengeschichte III. 1906
- Der hamburgische Kapitelstreit und Martin Bucer. 1904
- Hamburg, die Missionsmetropole des Nordens im Mittelalter. 1904
- Kurze Geschichte der christlichen Liebestätigkeit. II. 1905
- Kirchengeschichte Schleswig Holsteins I. 1907
- Luther und seine lieben Deutschen, eine Volksschrift zur Reformationsfeier, DVA. 1917
- Die Geschichte des deutschen Glaubens 1925
- Der Kampf des geistlichen und weltlichen Rechts. Winter, Heidelberg 1927 (Digitalisat)